# Luís Gonçalves da Câmara
Luis Gonçalves da Câmara (Funchal, Reino de Portugal, 1519 - Lisboa, 15 de marzo de 1575) fue un sacerdote jesuita portugués, confidente de Ignacio de Loyola, confesor y, desde 1560, tutor del rey Sebastián I.

## Biografía
Nacido en una familia de extracción noble, era su padre gobernador de Madeira cuando nació.
Fue estudiante en el Colegio Sainte Barbe de la Universidad de París cuando conoció a Pedro Fabroe e Ignacio de Loyola, estudiantes y residentes del mismo colegio Sainte-Barbe. Cuando la Compañía de Jesús fue aprobada por el Papa Pablo III (1540) decidió unirse a ellos (27 de abril de 1545). Hizo su noviciado en su país, en Coimbra, después en 1547 fue nombrado rector del colegio de los jesuitas de la ciudad. Entre 1548 y 1549 viajó como misionero a Ceuta y Tetuán. Allí brinda apoyo espiritual a los prisioneros portugueses y cristianos. A raíz de las denuncias, viajó a Roma en 1553 para informar sobre el preocupante estado de la Provincia de Portugal de la Orden, situación atribuida a la gestión del primer provincial (y cofundador de la Compañía de Jesús) Simón Rodrigues.
En Roma, estuvo cerca de Ignacio de Loyola quien, en agosto de 1554, lo nombró 'ministro' (es decir, 'administrador') de la casa profesa de Roma. Permaneció en Roma hasta el 23 de octubre de 1555, cuando regresó a Portugal. Tras la muerte de Ignacio (31 de julio de 1556), Gonçalves seguirá presente en Roma para participar en la Primera Congregación General convocada para elegir al sucesor de San Ignacio al frente de la Compañía de Jesús: este será Diego Laínez. La misma Congregación General nombró a Gonçalves 'Asistente' del Superior General para los asuntos que afectaban a Portugal, lo que lo mantuvo en Roma hasta julio de 1559.
Confesor del rey de Portugal desde 1553, a petición de la corte portuguesa, regresó a Portugal en 1560 para convertirse en tutor y preceptor del futuro rey Sebastián I. Gonçalves da Câmara fue su maestro y confesor hasta 1574.
El padre Luis Gonçalves da Câmara murió el 15 de marzo de 1575 en Lisboa.

## Sus escritos
- Hombre de confianza de Ignacio, Gonçalves da Câmara fue a quien llamó Ignacio de Loyola cuando, tras repetidas peticiones de algunos de sus compañeros, entre ellos Jerónimo Nadal (1507-1580) y Juan Alfonso de Polanco (1517-1576), accede a contar detalladamente el relato de su camino espiritual, incluida su conversión. Esta "conversación espiritual", que se convertirá en el relato del peregrino, se desarrolló en tres etapas, de agosto a septiembre de 1553, luego en marzo de 1555 y finalmente de septiembre a octubre de 1555.[2]
- Gonçalves da Câmara también anotó los últimos meses de Ignacio (el Memorial), un relato de la vida del santo entre el 26 enero y el 18 de octubre de 1555, y cuya redacción definitiva le tendrá ocupado los últimos años de su vida.[3]
- Además de estas dos obras sobre los inicios de la Compañía de Jesús, Gonçalves es el origen de dos cartas célebres que han quedado en la historia de la Compañía: La Carta sobre la Perfección, fechada en julio de 1547, dirigida a los estudiantes jesuitas de Coimbra; y La Carta sobre la obediencia, fechada 26 de marzo de 1553 y dirigida a la provincia de Portugal que atravesaba una grave crisis de autoridad.